# Praga romana de 590
A praga romana de 590 foi uma epidemia de peste bubônica começou devastando o território bizantino do leste e o oeste do território franco. Expandiu-se pela península e atingiu a cidade de Roma no ano de 590. Os cidadãos da época acreditavam que a epidemia era um castigo divino por conta da corrupção praticada pelo governo na época. Sua primeira e mais famosa vítima foi o papa Pelágio II, morto em 5 de fevereiro de 590 e enterrado em São Pietro. Após a morte de Pelágio II, o clero e o senado romano elegeram um novo papa, Gregório Magno, em 3 de outubro de 590; ele enfrentou a peste e, após sua morte, foi canonizado santo.